# John Anderson (acteur)
Pour les articles homonymes, voir Anderson et John Anderson.
John Anderson est un acteur et réalisateur américain né le 20 octobre 1922 à Clayton dans l'Illinois aux États-Unis, mort le 7 août 1992 à Sherman Oaks dans Los Angeles en Californie.

## Biographie
Avant d'entamer une carrière prolifique dans le cinéma et la télévision, John Anderson a servi comme garde côtier aux États-Unis pendant la Seconde Guerre mondiale. Il y rencontre l'artiste Orazio Fumagalli (en) qui devient l'un de ses meilleurs amis.
Il est connu pour plusieurs rôles, notamment pour son rôle récurrent dans la série MacGyver en tant que Harry Jackson, grand-père de MacGyver. Auparavant, il avait fait des apparitions dans des séries télévisées dont plusieurs de western comme The Californians (en), Gunsmoke (douze fois), Trackdown, L'Homme à la carabine (onze fois), Le Virginien (six fois), Laramie (cinq fois), La Grande Vallée (dans plusieurs rôles), Outlaws (en) (deux fois dans le rôle de Simon Shaw),  Les Rats du désert (quatre fois, dont trois fois pour le même personnage), Perry Mason (trois fois), Overland Trail (en), The Legend of Jesse James (en), Man Without a Gun (en), Hawaï police d'État, The Life and Legend of Wyatt Earp (en) (dans le rôle de Virgil Earp). Il joue le rôle Franklin D. Roosevelt dans la mini-série à succès Backstairs at the White House en 1979. Il joue aussi le rôle de Kevin Uxbridge dans Star Trek : La Nouvelle Génération (dans l'épisode Les Survivants The Survivors). John Anderson a également joué le rôle de Dr Herbert Stiles dans la série de CBS : Dallas. Il a joué dans quatre épisodes de la série La Quatrième Dimension: Le Vieil Homme dans la caverne (saison 5; épisode 7), Je me souviens de Cliffordville (saison 4; épisode 14), L'Odyssée du vol 33 (saison 2; épisode 18) et Coup de trompette (saison 1; épisode 32). Mesurant 1,97 mètre, et ayant une forte ressemblance avec le président américain Abraham Lincoln, il joue son rôle à trois reprises. Il est également crédité de la voix de Mark Twain dans l'attraction The American Adventure dans le parc Epcot.
Au cinéma il fait une prestation remarquée dans le rôle du fanatique colonel Iverson qui ordonne le massacre des indiens dans le violent et controversé Soldat bleu (1970).
Après sa mort en 1992, il se fait incinérer et ses cendres sont jetées à la mer dans le cadre de son appartenance à la société de Neptune.

## Filmographie

### Acteur

#### Télévision
- 1955 : The Life and Legend of Wyatt Earp (en) : Virgil Earp
- 1960 : Au nom de la loi : saison 2 épisode 30 (L'Héritier/The inheritance) : Deputy Sheriff Fix
- 1966 : Le Cheval de fer : Burton Standish
- 1967 : Le Virginien saison 6 épisode 8 (Bitter Autumn (Automne amer) : Le mari de la femme tuée
- 1969 : Le Virginien saison 8 épisode 10 (Home to Methuselah) : Seth James
- 1970 : The Andersonville Trial (en) : Ambrose Spencer
- 1971 : Hitched (en) : Jomer Cruett
- 1973 : Set This Town on Fire : Henry Kealey
- 1973 : Call to Danger (en) : Edward McClure
- 1973 : La Dernière enquête (Brock's Last Case) : Joe Cuspis
- 1973 : Egan : J.R. King
- 1974 : 120 degrés Fahrenheit (en) (Heat Wave!) : Toler
- 1974 : Smile, Jenny, You're Dead : col. John Lockport
- 1974 : Manhunter (en) : Aaron Denver
- 1975 : Dead Man on the Run : Jason Monroe
- 1975 : Death Among Friends : Capt. Lewis
- 1975 : La Petite Maison dans la prairie (The House on the Prairie) : Amos Pike
- 1976 : The Quest : Army officer
- 1976 : The Dark Side of Innocence : Stephen Hancock
- 1976 : Jim Bridger et Kit Carson (Bridger) : président Andrew Jackson
- 1976 : L'Aigle et le Vautour (Once an Eagle) : George Varney
- 1976 : Les Héritiers (Rich Man, Poor Man - Book II) : Scotty
- 1977 : Voyage dans l'inconnu (Force of Evil) : shérif Floyd Carrington
- 1977 : La Chasse aux sorcières (Tail Gunner Joe) : gén. George C. Marshall
- 1977 : Peter Lundy and the Medicine Hat Stallion (en) : Alexander Majors
- 1977 : The Last Hurrah (en) : Amos Force
- 1978 : Donner Pass: The Road to Survival (en) : Patrick Breen
- 1978 : The Deerslayer de Dick Friedenberg : Hutter
- 1979 : Backstairs at the White House : président Franklin Delano Roosevelt
- 1982 : The First Time
- 1982 : Missing Children: A Mother's Story
- 1984 : Péchés de jeunesse (Sins of the Past) : Rev. Donald Randolph
- 1985 : Nord et Sud (North and South) : William Hazard
- 1985 : MacGyver : Harry Jackson
- 1986 : I-Man (en) : Holbrook
- 1986 : Dream West (en) de Dick Lowry : Brig. Gen. Brooke
- 1987 : American Harvest : juge Meriweather
- 1989 : Full Exposure: The Sex Tapes Scandal : George Dutton
- 1990 : Follow Your Heart  (film, 1990) de   Noel Nosseck  : Josh
- 1991 : In Broad Daylight (en) de James Steven Sadwith : Wes Westerman
- 1991 : Un papa sur mesure (Daddy) : George Watson
- 1991 : Babe Ruth : juge Landis
- 1992 : Le Lit des mensonges (en) (Bed of Lies) : Price Daniel, Sr.

#### Cinéma
- 1952 : À l'abordage (Against All Flags) de George Sherman
- 1953 : The Eddie Cantor Story (en) d'Alfred E. Green : Bobby
- 1955 : Dix Hommes pour l'enfer (Target Zero) de Harmon Jones
- 1958 : Dans les griffes du gang (The True Story of Lynn Stuart) de Lewis Seiler : Doc
- 1960 : Le olimpiadi dei mariti de Giorgio Bianchi
- 1960 : Psychose (Psycho) d'Alfred Hitchcock : Charlie
- 1960 : Le Rafiot héroïque (The Wackiest Ship in the Army) de Richard Murphy : Sailor
- 1962 : La Rue chaude (Walk on the Wild Side) d'Edward Dmytryk : Preacher
- 1962 : Geronimo d'Arnold Laven : Jeremiah Burns
- 1962 : Coups de feu dans la Sierra (Ride the High Country) de Sam Peckinpah : Elder Hammond
- 1965 : Station 3 : Ultra Secret (The Satan Bug) de John Sturges : Agent Reagan
- 1965 : Sur la piste de la grande caravane (The Hallelujah Trail) de John Sturges : Sgt. Buell
- 1966 : Namu, l'orque sauvage (Namu, the Killer Whale) de László Benedek : Joe Clausen
- 1966 : La Grande Combine (The Fortune Cookie) de Billy Wilder : Abraham Lincoln
- 1967 : A Covenant with Death de Lamont Johnson : Dietrich
- 1967 : Frontière en flammes (Welcome to Hard Times) de Burt Kennedy : Ezra / Isaac Maple
- 1968 : Le Jour des Apaches (Day of the Evil Gun) de Jerry Thorpe : Capt. / Sgt. Jefferson Addis
- 1968 : Cinq cartes à abattre (5 Card Stud) de Henry Hathaway : U.S.Marshal Al Dana
- 1968 : Commando du désert (The Rat Patrol) de John Peyser : maj. Indrus
- 1969 : Un colt nommé Gannon (A Man Called Gannon) de James Goldstone : Capper
- 1969 : Au paradis à coups de revolver (Heaven with a Gun) de Lee H. Katzin : Asa Beck (cattleman)
- 1969 : Le Plus Grand des hold-up (The Great Bank Robbery) d'Hy Averback : Mayor Kincaid
- 1969 : La Vengeance du shérif (Young Billy Young) de  Burt Kennedy : Frank Boone
- 1970 : Jusqu'au bout de la vengeance (The Animals) de Ron Joy : Sheriff Allan Pierce
- 1970 : Le Casse de l'oncle Tom (Cotton Comes to Harlem) d'Ossie Davis : Bryce
- 1970 : Soldat bleu (Soldier Blue) de Ralph Nelson : Col. Iverson
- 1972 : Man and Boy d'E. W. Swackhamer : Stretch
- 1972 : The Stepmother d'Howard Avedis (en) : Insp. Darnezi
- 1972 : Molly and Lawless John, de Gary Nelson : Shérif Marvin Parker
- 1973 : Le Conseiller (Il consigliori) d'Alberto De Martino : Don Vito
- 1973 : Complot à Dallas (Executive Action) de David Miller : Halliday
- 1974 : La Grande Traversée (The Dove) de Charles Jarrott : Mike Turk
- 1975 : Landfall (en) de Paul Maunder (en) : John
- 1975 : The Specialist (en) d'Hikmet Avedis : Pike Smith
- 1977 : The Lincoln Conspiracy (en) de James L. Conway : Abraham Lincoln
- 1979 : In Search of Historic Jesus (en) de Henning Schellerup (en) : Caiaphas
- 1980 : Garçonne (Out of the Blue) de Dennis Hopper : T.V. Interviewer
- 1980 : Tu fais pas le poids, shérif ! (Smokey and the Bandit II) de Hal Needham : Gouverneur
- 1982 : Chicanos story (Zoot Suit) de Luis Valdez : juge F.W. Charles
- 1982 : The American Adventure de Richard Benedict : Mark Twain (voix)
- 1982 : Carry Me Back de John Reid : Geoff
- 1982 : Ashes and Embers (en) d'Hailé Gerima : Ned Charles
- 1986 : Amerasia de Wolf-Eckart Bühler
- 1986 : Stargrove et Danja, agents exécutifs de Gil Bettman : Arliss
- 1986 : Scorpion : Neal G. Koch
- 1987 : Regeneration de Russell Stephens
- 1988 : Les Coulisses de l'exploit (Eight Men Out) de John Sayles : juge Kenesaw Mountain Landis
- 1990 : Deadly Innocents de John D. Patterson : Gus

### Réalisateur
- 1980 : Powder Heads